# Cerapteryx pupillata
Cerapteryx pupillata là một loài bướm đêm trong họ Noctuidae.